# Jason Bright
Jason Paul Bright (Moe, 7 de março de 1973) é um ex-automobilista australiano, conhecido por sua carreira na V8 Supercars (atual Supercars Championship) entre 1997 e 2017.

## Carreira nos monopostos
Tendo iniciado a carreira no kart em 1988, Bright migrou para os monopostos em 1992 para competir no campeonato regional de Fórmula Ford no estado de Vitória. Disputou a categoria principal entre 1993 e 1995, ano em que sagrou-se campeão. Em seu país, ainda correu na Australian Drivers' Championship entre 1996 e 1997.
Ele ainda correu nos Estados Unidos, participando de corridas da Fórmula Ford 2000 (atual USF2000, onde foi vice-campeão) e da Indy Lights, além de ter participado do Grande Prêmio de Surfers Paradise da CART pela equipe Della Penna Motorsports.

## Turismo e Endurance
Em 21 temporadas competindo na V8 Supercars, Bright disputou 578 corridas, conquistou 20 vitórias, 88 pódios e 17 voltas mais rápidas. Seus melhores desempenhos na categoria foram em 2001 e 2004, quando foi terceiro colocado pilotando um Holden VX Commodore da Holden Racing Team. Ele ainda chegou a ser piloto e dono da equipe Britek Motorsport entre 2007 e 2009, quando ocorreu a fusão com a Brad Jones Racing, onde foi anunciado em dezembro do mesmo ano. Em 2017, assinou com a Prodrive Racing Australia, sua última equipe na V8 Supercars. Ele ainda venceu uma edição das 24 Horas de Bathurst, em 1998, pilotando um Ford Falcon EL em dupla com Steven Richards.
Chegou ainda a disputar a American Le Mans Series em 2000 e 2006, ano em que também disputou as 12 Hours of Sebring com a Aston Martin Racing juntamente com o francês Stéphane Sarrazin e o português Pedro Lamy, terminando em quarto lugar.
Em 2013, competiu no Mundial de Endurance, onde participou das 24 Horas de Le Mans pela equipe 8 Star Motorsports, em parceria com o venezuelano Pastor Maldonado e o português Rui Águas. Em 2019, Bright encerrou a carreira de piloto na TCR Austrália, pilotando um Holden ZB Commodore da Team 18.

## Resultados

### CART/Champ Car
| Ano  | Equipe      | Chassis        | No. | Motor       | 1   | 2   | 3   | 4   | 5   | 6   | 7   | 8   | 9   | 10  | 11  | 12  | 13  | 14  | 15  | 16 | 17  | 18  | 19     | 20  | Posição | Pontos | Ref.  |
| ---- | ----------- | -------------- | --- | ----------- | --- | --- | --- | --- | --- | --- | --- | --- | --- | --- | --- | --- | --- | --- | --- | -- | --- | --- | ------ | --- | ------- | ------ | ----- |
| 2000 | Della Penna | Reynard B02/00 | 10  | Toyota RV8E | MIA | LBH | RIO | MOT | NZR | MIL | DET | POR | CLE | TOR | MIC | CHI | MDO | ROA | VAN | LS | STL | HOU | SRF 18 | FON | 31°     | 0      | [ 6 ] |